# Akechi Mitsutada
Akechi Mitsutada est un nom japonais traditionnel ; le nom de famille (ou le nom d'école), Akechi, précède donc le prénom (ou le nom d'artiste).
Akechi Mitsutada (明智 光忠, 1540-4 juillet 1582) est un samouraï de la période Sengoku au service du clan Akechi. Il est cousin de son seigneur, Akechi Mitsuhide.
Le contrôle du château de Yakami passe aux mains des Akechi lorsque le clan Hatano est anéanti en 1577. Akechi sert sous Mitsuhide durant l'incident du Honnō-ji en 1582. Il part en mission pour Mitsuhide afin de tuer Oda Nobutada, l'héritier d'Oda Nobunaga. Blessé au cours de cette tentative, il récupère dans un temple voisin. Mais il se suicide plus tard en apprenant la mort de Mitsuhide lors de la bataille de Yamazaki.

## Source de la traduction
- (en) Cet article est partiellement ou en totalité issu de l’article de Wikipédia en anglais intitulé « Akechi Mitsutada » (voir la liste des auteurs).